# Aphyosemion christyi
Aphyosemion christyi е вид лъчеперка от семейство Nothobranchiidae. Видът не е застрашен от изчезване.

## Разпространение и местообитание
Разпространен е в Демократична република Конго.
Обитава сладководни басейни, реки и потоци.

## Описание
На дължина достигат до 6 cm.